# دایین دیاس
دایین دیاس (انگلیسی: Daiene Dias؛ زادهٔ ۱۶ مهٔ ۱۹۸۹) ورزشکار ورزش شنا اهل برزیل است.
وی در مسابقات کشوری و بین‌المللی در مجموع برندهٔ ۲ مدال برنز شده‌است.